# 厄恩肖冰川
厄恩肖冰川（英語：Earnshaw Glacier），是南極洲的冰川，位於葛拉漢地的鮑曼海岸，全長19公里，最終在沃納峰以南注入梅特蘭冰川，在1940年9月28日由美國研究隊拍攝空中照片，現時由南極條約體系管理。